# (300163) 2006 VW139
(300163) 2006 VW139 — астероид главного пояса, которому на 2019 год не присвоено имя, предварительные обозначения 2006 VW139 и P/2006 VW139. Является двойным астероидом с размером компонентов ≈1,8 км. Оба компонента демонстрируют активность, поэтому малое небесное тело относится также к кометам с периодическим кометным числом 288P, а также первой двойной кометой, обнаруженной в главном поясе астероидов.
Отличительной особенностью двойного астероида 2006 VW139 является исключительно большое расстояние между компонентами системы, равное 104 км, период их обращения вокруг общего барицентра составляет 135 дней. Так как собственное вращение компонентов синхронизировано с их обращением друг относительно друга, то период вращения обоих тел вокруг собственной оси составляет 3240 часов — самый большой в Солнечной системе, который известен среди астероидов.